# Cabalgada
Se conoce como cabalgada a un pequeño destacamento de caballería con infantería que salía en la Edad Media a una expedición, incursión, algara, razia, aceifa, correría o golpe de mano rápido contra el enemigo al abrigo de la sorpresa, de rebato, sin pretender conservar la tierra invadida, sino solo destruir, saquear, intimidar y desmoralizar. 

Los antiguos llamaron á algunas dellas (guerrerías) cabalgadas, así como cuando se parten algunas compañas, sin hueste, para ir apresuradamente à correr algunt logar ó facer daño á sus enemigos, ó cuando se apartan de la hueste, después que es movida por eso mesmo... Et el nombre de cavalgada pusieron porque han de cavalgar apriesa, et non deben llevar en ella cosas que les embargue para ir aina à facer su fecho
Ley 27. tit. 22. part. 1

El sentido de esta palabra debía ser lato y abrazar todo destacamento, incursión o correría. El título 5 del Fuero dice: manda ell Emperador que sean jueces los adaliles (adalides) de todas las cavalgadas, que fizieren et farán por mar é por tierra. Y el 32: que todas las cavalgadas, que se fizieren por tierra, en naves, ó en galeras, ó en otros baxiellos cualesquier, que sean judgados bien asi como aquellas que se fizieren por tierra.
Tampoco prescribía que el cuerpo destacado fuese exclusivamente de caballería pues el título 7 empieza: manda ell Emperador á todos los cavalgadores de cavallo et de pie...Et si oviere clérigo de corona aya cavalleria, es decir, parie en el botín, como el ginete.
La cabalgada presuponía siempre botín como prenda de victoria y así el título 7 explica detalladamente la cuota proporcional que a cada individuo correspondía y crea para repartirla un empleo especial que llama cuadrillero. La ley de las Partidas mencionada dice:

Sin las que deximos en la leí ante desta, hay otras de muchas maneras con que los homes pueden facer mal á sus enemigos; é por que de los homes que han, sean sabidores, querémoslo aquí decir en este libro, segund que los antiguos mostraron que llamaron a algunas dellas cavalgadas... E estas cavalgadas son en dos maneras. Las unas se facen consejeramente, é las otras encubierto. E aquellas son consejeras, do va tan gran poder de gente, pues se atreven a armar tienda ó hacer fuegos...La otra que se face encubiertamente es, cuando son los que van en las cabalgadas poca gente, ó han tal fecho de facer que no quieren ser descubiertos...

## ElFuero sobre el fecho de las cavalgadas
El Fuero sobre el fecho de las cavalgadas es un curioso códice en folio, escrito en pergamino a dos columnas y de letra al parecer del siglo XV, que el rev. p. fray Jaime Villanueva encontró en Perpiñán, registrando su biblioteca pública en 1807. Es una colección fabulosa de leyes del fuero militar atribuida a Carlomagno, pero muestra evidente la posterioridad de su fecha por la mención que hace del Fuero de Alcaraz en los capítulos 87 y 93. Aunque la colección sea efectivamente fabulosa en su conjunto, no lo son sus leyes, tomadas en su mayor parte literalmente de fueros municipales conocidos, especialmente de ese mismo de Alcaraz. Sin duda el autor, para dar autoridad mayor a su compilación, supuso que el Emperador Carlomagno la dio a los reyes cristianos para que juraran su observancia. La Academia de la Historia, comprendiendo en su ilustración que este códice, pese a su reconocida falsedad, es un monumento curioso para el conocimiento de la Historia de la Milicia Española en la Edad Media, lo insertó con luminosas notas y glosario en su Memorial Histórico Español, T. II. pág. 439.
Efectivamente en él, a vuelta de algunas contradicciones y repeticiones, se percibe el espíritu de orden y de legalidad que debe presidir toda expedición militar aun en los rudos tiempos de aquellas cabalgadas. Los primeros títulos designan atribuciones de jefes, como adaliles y almucatenes, asignan las partes proporcionales de botín, recomiendan la equidad en el reparto, niegan parte en este a los cabalgadores que no entren en cuerpo —todos en uno — a villa o ciudad, etc. 
- El título 15 De los cavalgadores que dexaran sus companyeros en tierra de enemigos como sean dados por traidores y pierdan su parte en los despojos, tiende a proscribir ese espíritu personal y egoísta, tan disolvente y esterilizador en los ejércitos.
- En el 19 se castiga con muerte por traición á aquellos que farán falsedad á sus companyeros.
- El 17 pretende regularizar el pillaje, único fin y objeto de la cabalgada, prohibiendo despollar omes, ni robar, ni toller ningunas (cosas) de la cavalgada, ante que el campo sea desbaratado, dando en él alcanço contra los enemigos.
- En el 20, el que robase de un maravedí de oro arriba pierda su parte et sea trasquilado en cruces.
- En el 38, que permite quedarse con el caballo y las mejores joyas del caballero derribado, es con condición previa de mostrarlas en el plazo de nueve días al cuadrillero repartidor.
- En el 48 prescribe al adalid que persiga sin tregua y prenda donde encuentre al que furtare algunas cosas de la cavalgada.
- Y el 72 Commo fagan escrivir toda la cuenta de la ganancia de la cavalgada; et commo los quadrilleros la deben facer guardar... Otrossí, los quadrelleros fagan escribir et guardar moros et bestias ganados et armas.
- El tit. 85 Commo el dia de la partición, deven traer a partición todo quanto ý oviere, así ovejas, vacas, commo otras cosas. Y cualquier que dos veces se fará escribir (inscribir en la lista de repartición) et que sea aturmentado, et esquilado en cruces, et tájenle las orejas, et pierda su suerte. El quadrellero que furtó o engannó, fiziere pechel, así como ladrón; si provado fuere, sea pregonado que jamás non tenga oficio de concejo (Título 97).
- El 18 De las feridas que fueren fechas en las cavalgadas, commo sean erechadas (indemnizadas), es una curiosa tarifa que no debe admirarnos en aquellos tiempos.
- El 34 que si algún cavalgador tomare moro Rey, ó hijo de Rey, ó cualquier otro capdal (principal), que valga do mill maravedíes de oro arriba, que se lo pueda tomar el Rey, pagando todo su derecho á los cavalgadores que tomados lo aurán.
- En un código destinado a regularizar el pillaje no están de más las repeticiones para que sea siempre en cuerpo y para proteger, en lo posible a los hombres sueltos e inofensivos y a los acollarados ó mercadores. En el título 54 se previene el caso que todos aquellos que compraren moro ó mora, ó cavallo, ó otra cosa cualquier, que sea viva; et se por aventura, antes de los nueve días, fuere muerto ó muerta aquella cosa viva, et non lo será por culpa del comprador, que muera á la cavalgada.
- Los que quedaban en el pueblo guardándolo, no quedaban desatendidos, pues el título 58 previene que todos aquellos que, por mandamiento del concejo, fincaran (dejaran) de yr en la cavalgada, ayan sendas cavallerías ce la hueste la parte proporcional de botín.
- El título 60 previene que el senyior de casa vaya en la cavalgada, y no ningún otro por él. Mas si, por aventura, el senyor de casa fuese viejo, envíe en su lugar fijo, ó sobrino valiente de su casa, que non sea collaço (jornalero, colono), cá los collaços non pueden escusar sus senyores de ida de hueste.
- Así como en el 62 que mugeres nin nínyos non vayan en cavalgada, nin prendan parte.
- El 89, que cualquier talaya (centinela, descubridor) que bozes diere en la hueste, sea desorteado (se quede sin parte en el botín) y peche diez maravedíes.

Los extractos literales que anteceden contribuirán a fijar las ideas sobre una época desfigurada por novelistas y poetas y no muy bien retratada en la historia. No era siempre aquello como algunos pretenden, justas, torneos y galanterías. En el hombre es congénito el sentimiento de adquisición y de medro y cuanto más se aproxima al estado primitivo, menos entiende de glorias y honores convencionales.